# 槭叶草属
槭叶草属（学名：Mukdenia）是虎耳草科下的一个属，为多年生草本植物。该属共有2种，分布于朝鲜和中国东北。

## 下属物种
本属包括以下物种：
- 岩槭叶草 Mukdenia acanthifolia Nakai
- 槭叶草 Mukdenia rossii (Oliv.) Koidz.

归入本属的物种：
- Aceriphyllum bossii Engl.